# Billy (Allier)
Pour les articles homonymes, voir Billy.
Billy est une commune française située dans le département de l'Allier, en région Auvergne-Rhône-Alpes. L'ensemble du bourg de Billy fait l'objet d'un arrêté d'inscription (site inscrit depuis le 12 juin 1975).
Elle fait partie de l'aire d'attraction de Vichy. Ses habitants, au nombre de 823 au recensement de 2022, sont appelés les Billyssois et les Billyssoises.

## Géographie

### Localisation
La commune de Billy est située au sud du département de l'Allier et au nord de la communauté d'agglomération Vichy Communauté, dont son siège est localisé à 11,6 km au sud à vol d'oiseau.
Six communes sont limitrophes de Billy :
|          | Créchy                   | Sanssat     |
| Marcenat | Billy                    | Saint-Félix |
|          | Saint-Germain-des-Fossés | Seuillet    |

### Lieux-dits, hameaux et écarts
Les principaux lieux-dits sont : Chalus, Grand Poénat, la Paroisse, le Pavé.

### Géologie et relief
La superficie de la commune est de 1 022 hectares ; son altitude varie entre 235 et 375 mètres.
La commune se situe dans le val d'Allier, à la limite occidentale de la Forterre.
La plaine de l'Allier, dans le secteur de Billy, comprend « de vastes cultures céréalières ».

### Hydrographie

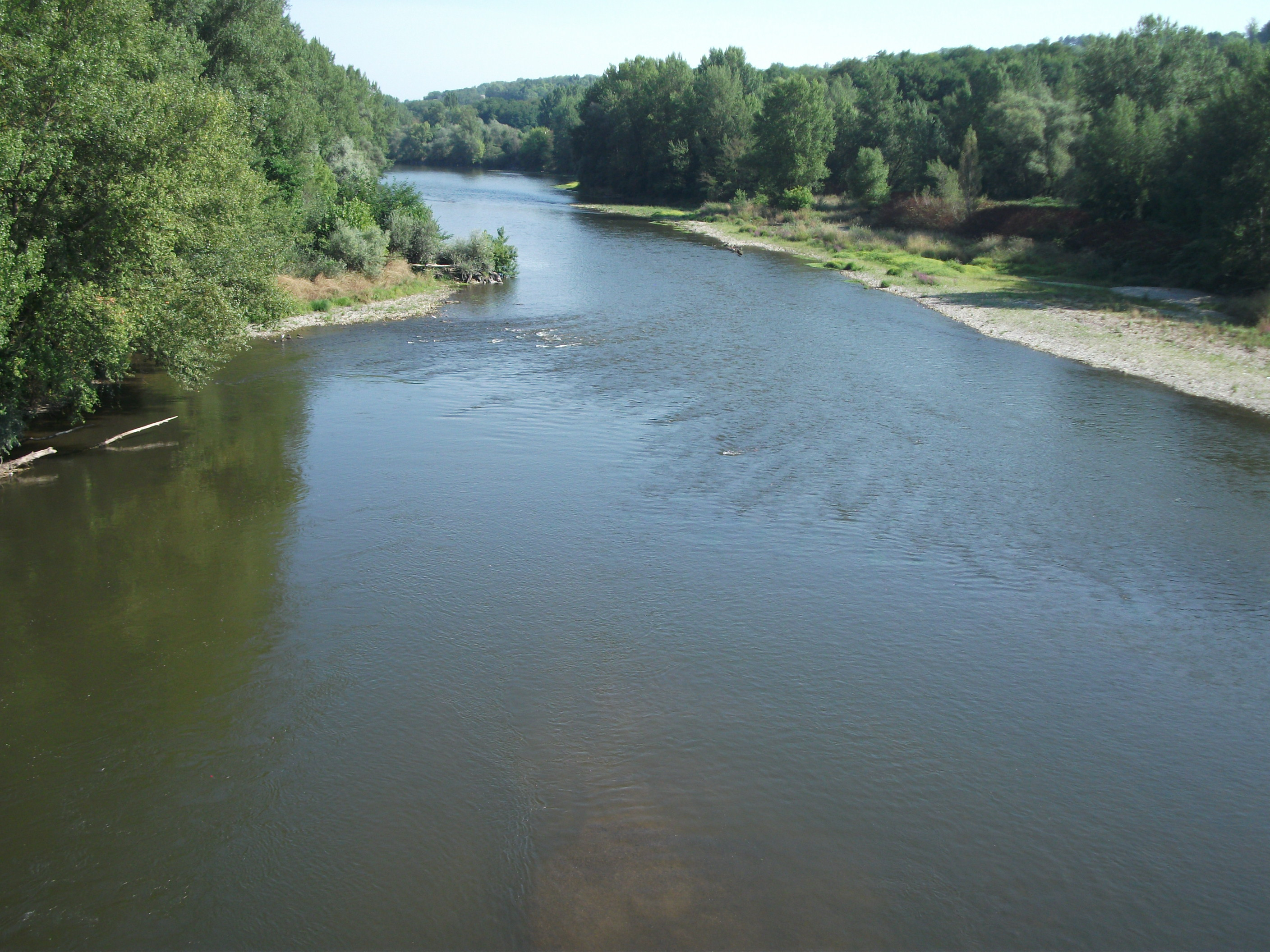
L'Allier en aval du pont de la route départementale 130.

La rivière Allier coule à la frontière occidentale de la commune, en direction de Moulins. Le centre-bourg de Billy se situe en rive droite.
En outre, les ruisseaux du Beaupoirier, de 3,8 km de long, ainsi qu'un deuxième cours d'eau anonyme de 3,9 km prennent leur source à Saint-Félix.

### Climat
Pour des articles plus généraux, voir Climat d'Auvergne-Rhône-Alpes et Climat de l'Allier.
En 2010, le climat de la commune est de type climat océanique dégradé des plaines du Centre et du Nord, selon une étude du CNRS s'appuyant sur une série de données couvrant la période 1971-2000. En 2020, Météo-France publie une typologie des climats de la France métropolitaine dans laquelle la commune est dans une zone de transition entre le climat océanique altéré et le climat de montagne ou de marges de montagne et est dans la région climatique Centre et contreforts nord du Massif Central, caractérisée par un air sec en été et un bon ensoleillement.
Pour la période 1971-2000, la température annuelle moyenne est de 11,2 °C, avec une amplitude thermique annuelle de 16,6 °C. Le cumul annuel moyen de précipitations est de 790 mm, avec 10,5 jours de précipitations en janvier et 7,8 jours en juillet. Pour la période 1991-2020, la température moyenne annuelle observée sur la station météorologique de Météo-France la plus proche, sur la commune de Paray-sous-Briailles à 8 km à vol d'oiseau, est de 11,7 °C et le cumul annuel moyen de précipitations est de 744,7 mm,. Pour l'avenir, les paramètres climatiques de la commune estimés pour 2050 selon différents scénarios d'émission de gaz à effet de serre sont consultables sur un site dédié publié par Météo-France en novembre 2022.

### Milieux naturels et biodiversité
La commune de Billy fait partie de plusieurs espaces naturels protégés.
Deux sites Natura 2000 sont présents dans la commune : le site d'intérêt communautaire du Val d'Allier Sud, ainsi que la zone de protection spéciale Val d'Allier.
Deux ZNIEFF de type 1 sont également présentes : « Val d'Allier Vichy - Pont de Chazeuil » et « Coteaux de Créchy - Billy ».

## Urbanisme

### Typologie
Au 1er janvier 2024, Billy est catégorisée commune rurale à habitat dispersé, selon la nouvelle grille communale de densité à 7 niveaux définie par l'Insee en 2022.
Elle appartient à l'unité urbaine de Saint-Germain-des-Fossés, une agglomération intra-départementale dont elle est une commune de la banlieue,. Par ailleurs la commune fait partie de l'aire d'attraction de Vichy, dont elle est une commune de la couronne,. Cette aire, qui regroupe 50 communes, est catégorisée dans les aires de 50 000 à moins de 200 000 habitants,.

### Occupation des sols
Sur les 1 022 hectares de superficie, 80,2 ha sont occupés par des espaces habités et 1,1 ha le sont pour les espaces économiques.

### Morphologie urbaine
Le bourg de Billy est l'un des trois sites protégés de la communauté d'agglomération, avec le château et le parc de Busset et le centre ancien de Vichy.

### Logement
En 2013, la commune comptait 470 logements, contre 454 en 2007. Parmi ces logements, 79,9 % étaient des résidences principales, 7,1 % des résidences secondaires et 13 % des logements vacants. Ces logements étaient pour 96,8 % d'entre eux des maisons individuelles et pour 3,2 % des appartements.
La proportion des résidences principales, propriétés de leurs occupants était de 76,3 %, en hausse sensible par rapport à 2008 (74,7 %). Il n'existait aucun logement HLM loué vide.

### Voies de communication et transports

#### Voies routières

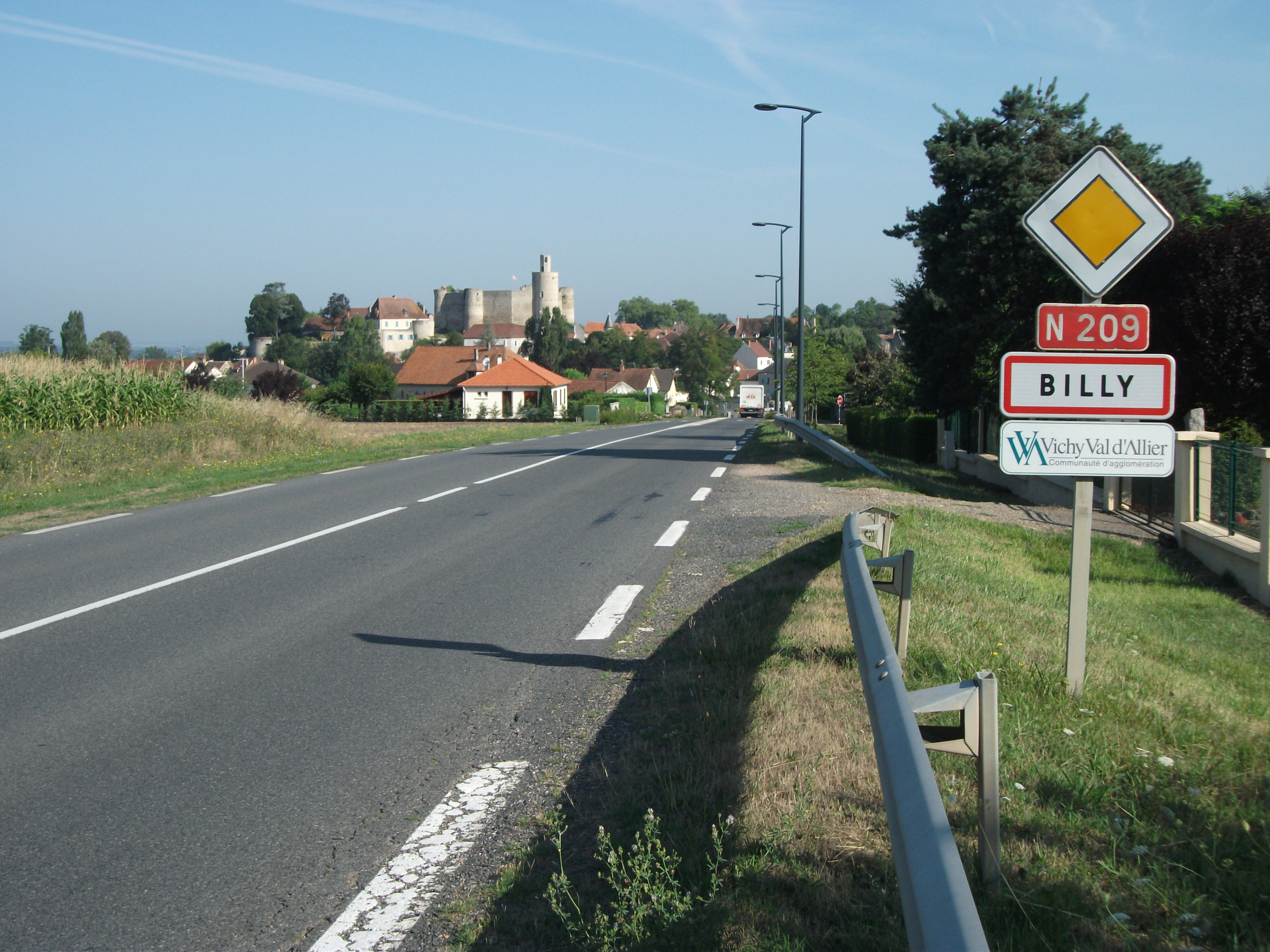
Entrée par la route nationale 209 en direction de Moulins en 2015.

Billy est traversée par la route nationale 209, axe routier national reliant Vichy (à 17 km) au sud et Varennes-sur-Allier et Moulins (à 40 km) au nord.
Le trafic de transit important (7 000 véhicules par jour), notamment par les poids lourds, aggravait la qualité de vie des riverains. En 2009, la desserte Nord de l'agglomération vichyssoise, visant à contourner ce village, n'était pas inscrite au programme de modernisation des itinéraires, ce qui a poussé René Verron, le maire de l'époque, à prendre des mesures drastiques — en association avec l'État (DIR Centre-Est, gestionnaire de la RN 209), et le département de l'Allier, gestionnaire de la route départementale 907 reliant Lapalisse au nord de Vichy — en interdisant la circulation des poids lourds dans le sens Varennes → Vichy à l'exception de la desserte locale de la zone d'activités du Coquet, à Saint-Germain-des-Fossés. L'arrêté municipal a été appliqué le 5 juin 2009. L'interdiction s'applique également dans l'autre sens depuis l'application d'un arrêté municipal interdisant leur circulation, considérant que cette traversée « génère un danger important pour les enfants de l'école, une insécurité permanente des piétons et des deux roues, une nuisance sonore pour les riverains [et] un danger pour les usagers de la voie du fait des caractéristiques de la chaussée en particulier sur chaussée d'un ancien lavoir ».

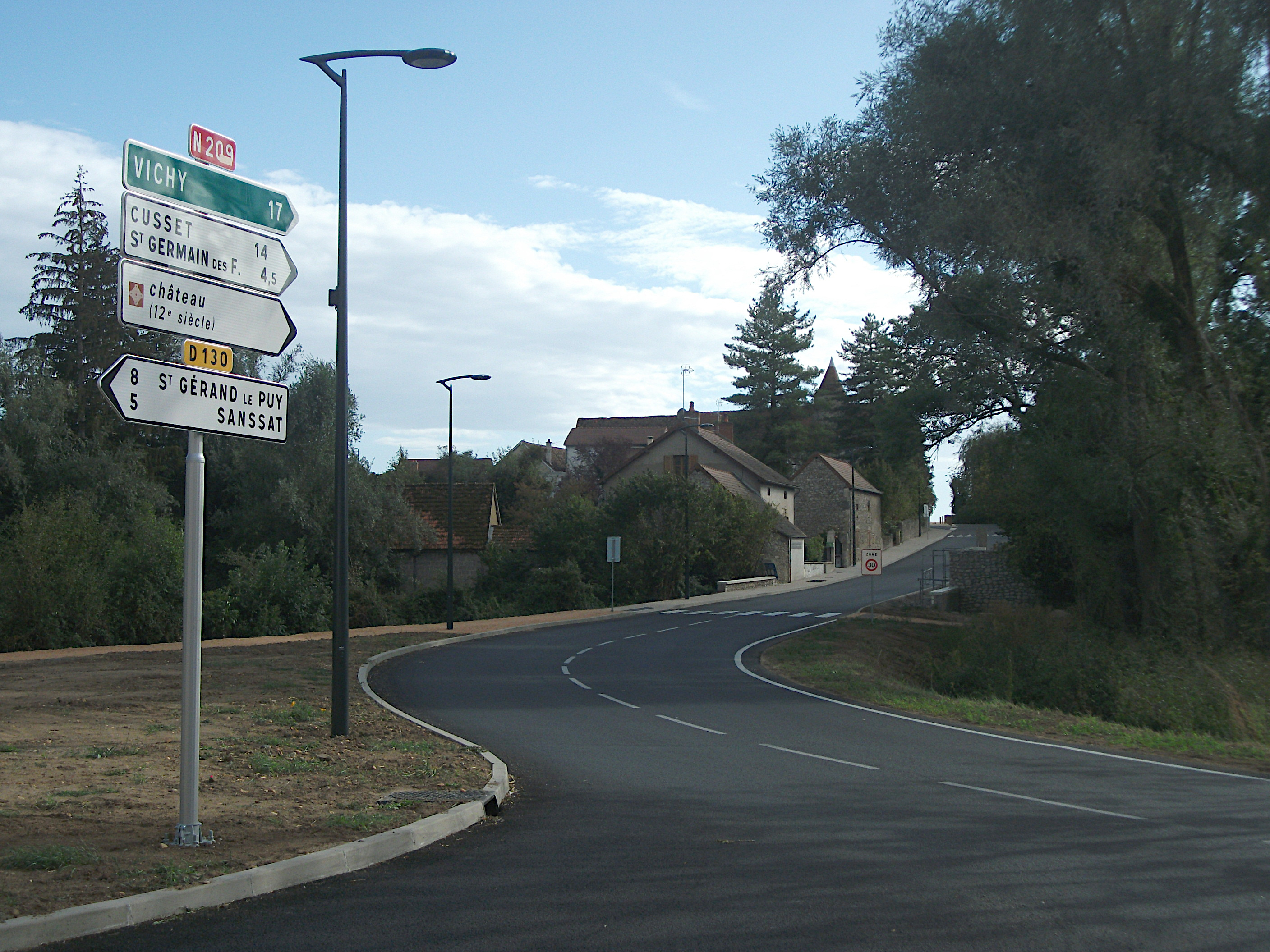
Vue de la route nationale 209 rénovée en direction de Vichy, à l'intersection avec la D 130, en 2019.

Le projet a nécessité, outre la requalification d'une partie de la route de Moulins — qui correspond en fait à la RD 130 — par intégration dans le domaine routier national et reclassement dans la voirie communale de la Grand-Rue, des aménagements complémentaires tels que la destruction de bâtiments ou le déplacement du lavoir. Il n'a pas été soumis à une étude d'impact. Les travaux sont financés par l'État et le conseil départemental de l'Allier.
Initialement, un projet de contournement passant près des carrières Vicat devait être réalisé, mais bien que validé en 2003, il fut abandonné faute de financement. L'État et le département de l'Allier ont préféré réaliser une déviation du village en 2019 pour un montant de 1 755 000 €.
Les poids-lourds (à l'exception de la desserte locale, des transports exceptionnels ou des convois militaires) sont redirigés par Saint-Gérand-le-Puy et Périgny via la nationale 7 et la RD 907. Leur itinéraire entre Vichy (Creuzier-le-Neuf) et Moulins est ainsi détourné par la route menant à Lapalisse. De telles mesures ont été prises en vue de l'obtention du label « Les Plus Beaux Villages de France ».
D'autres départementales desservent le village ou un lieu-dit :
- la route départementale 130 relie Saint-Pourçain-sur-Sioule et Marcenat à l'ouest à Sanssat et Saint-Gérand-le-Puy à l'est en traversant le pont de Billy, un des « rares points de vue sur l'Allier depuis la route[4] » ; le pont de Billy fait l'objet d'une rénovation pour des raisons de sécurité à partir d'octobre 2024.
- au sud de la commune, la RD 173 relie Saint-Germain-des-Fossés à Saint-Félix en desservant les lieux-dits le Pavé, Fougerat et les Chaumes ;
- la commune est également l'origine de la RD 430 menant à Saint-Félix (par le lieu-dit la Paroisse) et à Saint-Gérand-le-Puy.

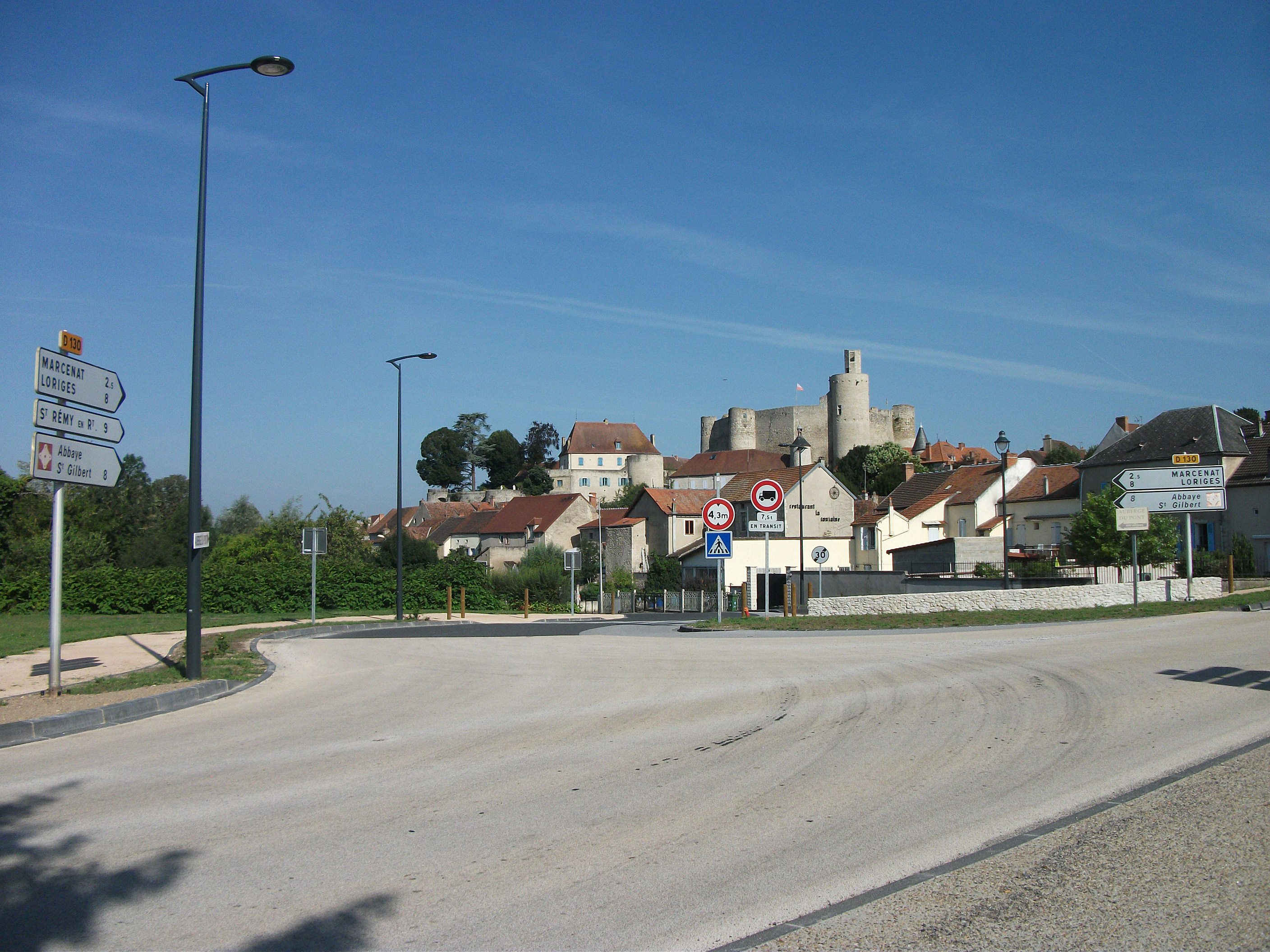
Route départementale 130 vers Marcenat.
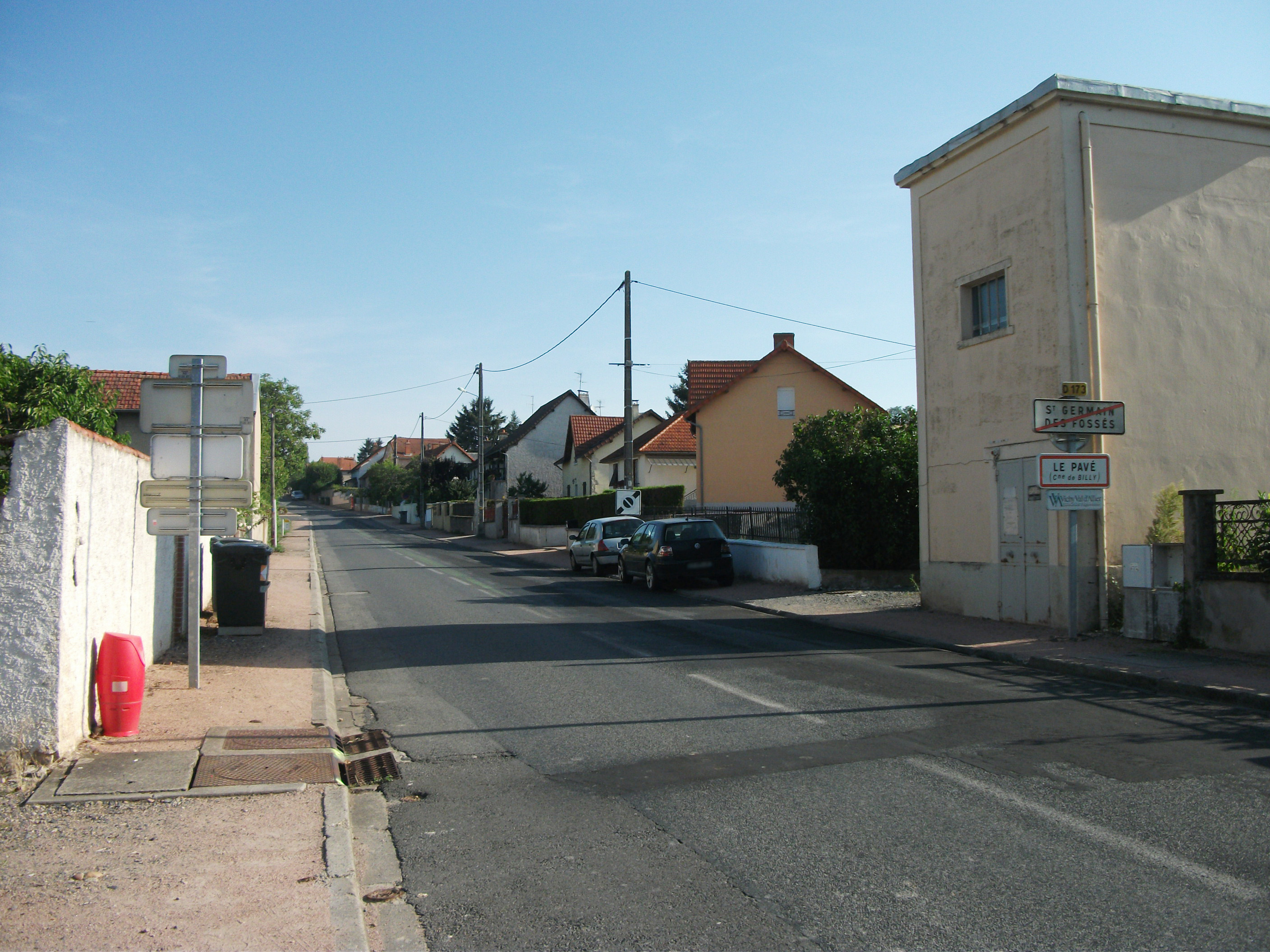
Route départementale 173 desservant le lieu-dit le Pavé.

#### Transport ferroviaire
La ligne de Moret - Veneux-les-Sablons à Lyon-Perrache passe par la commune de Billy ; aucun train ne s'arrête. Électrifiée en 25 kV 50 Hz en 1989, une sous-station est implantée au sud de la commune.
Il a existé une gare portant le nom de Billy - Marcenat. La gare la plus proche est à Saint-Germain-des-Fossés pour la desserte régionale (TER Auvergne-Rhône-Alpes).

#### Aménagements cyclables
En 2020, la communauté d'agglomération Vichy Communauté a aménagé la voie verte Via Allier. Cet itinéraire, long de 27 km, relie Billy à Saint-Yorre, au sud de l'agglomération, via Vichy et les berges d'Allier, en longeant la rivière.

### Risques naturels et technologiques
La commune est soumise au risque naturel « mouvement de terrain » : un plan de prévention des risques retrait-gonflement des argiles a été approuvé le 22 août 2008, ainsi qu'au risque sismique, où elle est située dans la zone de sismicité faible ou de niveau 2.
Elle est aussi concernée par le risque de transport de matières dangereuses : la route nationale 209, qui traverse le village, enregistrait un trafic supérieur à 5 000 véhicules par jour en 2011. Une canalisation de gaz naturel traverse aussi la commune.

## Toponymie
Le village de Billy était nommé Billay puis Billy en 1467, son orthographe provient d'un nom de personne gaulois Bilius et du suffixe -acos.
Billy fait partie de l'aire linguistique du Croissant, zone où les parlers de langue occitane et de langue d'oïl se rencontrent et se mélangent,. Dans le parler local Billy est nommé Bilhi.

## Histoire

### Les origines et caractéristiques du site
Le site de Billy où s'est constitué le village actuel fut probablement occupé par l'Homme dès l'époque gauloise (peut-être même avant) ou gallo-romaine à cause de ses atouts géographiques. Les découvertes archéologiques combinées à l'étude de la toponymie ainsi qu'à une réflexion sur le site paroissial attestent d'une occupation antique du type villa ou simple(s) établissement(s) agricole(s) avec dépendances. Les zones qui contiennent les plus importantes traces se situent vers le lieu-dit Fontcroze, la Paroisse, le Pavé (plus généralement à proximité de l'ancienne voie romaine) et les berges de l'Allier.
La partie est de la commune semble donc, à première vue, contenir les traces d'occupations les plus anciennes ou du moins celles-ci apparaissent de manière dense et significative. En analysant la morphologie du site dans sa globalité, on remarque que le village de Billy s'est principalement développé autour de deux pôles : l'église paroissiale Saint-Cyr et Sainte-Julitte et le château. Cela peut donc signifier qu'un premier noyau de peuplement a pu se former au lieu-dit la Paroisse d'autant plus que l'église, qui occupe une petite butte centrale, possède, d'après ses caractéristiques architecturales et les diverses sources textuelles, une antériorité (fin XIe – début XIIe siècle) sur la forteresse (XIIIe siècle). Cependant, il n'est pas exclu, voire envisageable, qu'un édifice plus ancien que le château actuel, telle une motte castrale, ait occupé le promontoire rocheux qui surplombe la vallée de l'Allier.

### Le bourg castral et la paroisse au Moyen Âge

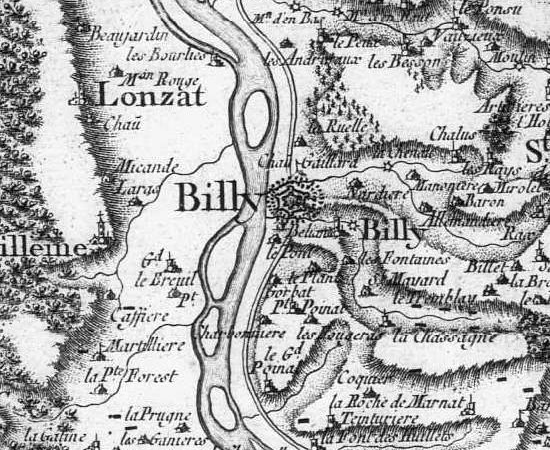
Billy sur la carte de Cassini.

Il est probable qu'un premier hameau se soit constitué autour de l'église paroissiale suivi d'un bourg autour du « castrum ». Aussi, à partir du XIIIe siècle, le site de Billy devait se caractériser par cette bipolarité que l'on retrouve notamment sur une carte dressée par Cassini vers 1750. L'influence des seigneurs de Bourbon a alors très vite permis au bourg castral de se développer au point d'acquérir un statut de « ville franche ». En effet, cette dernière devient le siège administratif, judiciaire et économique de la châtellenie ducale. Elle obtient des privilèges issus d'une charte de franchise et peut même s'octroyer le droit d'être ceint d'une muraille. Pourtant, le succès n'est pas entier car jamais la ville de Billy ne réussira à devenir le premier centre religieux à la différence du bourg paroissial doté, par ailleurs, d'un prieuré casadéen, peut-être dès le XIIe siècle. Ainsi, le hameau ecclésial aura résisté tout au long du Moyen Âge à l'influence et à la croissance de la ville franche.
La ville de Billy, ainsi que la paroisse, connaissent une ère de prospérité durant l'époque médiévale grâce à l'influence des différents pouvoirs en place (religieux ou laïques) mais aussi à cause de leur situation géographique qui offre une proximité avec les différentes voies commerciales, qu'elles soient routières ou fluviales. Par ailleurs, la présence de l'Allier donne lieu à l'aménagement d'un port probablement accompagné d'un péage, et participe à la ferveur religieuse avec le culte de saint Nicolas, protecteur des marins et mariniers.

### La fin d'un âge d'or et l'annonce d'une nouvelle ère
Vers la fin du Moyen Âge, Billy subit quelques contrecoups durant les expéditions menées contre les Grands du royaume par le roi de France Charles VII et son successeur Louis XI. Pourtant, la ville reste un lieu très actif et devient même un foyer religieux important à travers la présence d'une communauté protestante. Mais cela est de courte durée car surviennent alors les guerres de Religion, opposant les catholiques aux huguenots qui d’ailleurs assiégeront le bourg en février 1576.
Par la suite, le site de Billy va vivre au rythme des événements et des politiques du royaume. La ville continue d'être le siège de la juridiction châtelaine à la différence près qu’elle ne dépend plus du duché de Bourbon depuis 1527, mais du pouvoir royal. En 1698, l'intendant Le Vayer en dresse un portrait peu flatteur : « petite villedont les murailles tombent en ruine ».
La châtellenie perdure jusqu'à la Révolution française ; c'est en 1790 que la justice et la prison de Billy sont transférées à Cusset.
Avec le temps, le village de Billy ne forme plus qu'une seule et même entité mais pour faire face aux évolutions de notre société, il se cherche de nouveaux atouts pour poursuivre son développement. C'est notamment par le biais du tourisme et la mise en valeur de son patrimoine qu'il reste un foyer très actif.
Le château de Billy qui domine toujours la vallée de l'Allier du haut de son promontoire se visite d'avril à octobre tandis que l'église, qui abrite une crypte des XIe et XIIe siècles, est accessible à tous, toute l'année.

## Politique et administration

### Découpage territorial
La commune fait partie de l'arrondissement de Vichy et, depuis le redécoupage des cantons du département en 2014, prenant effet depuis les élections départementales de 2015, du canton de Saint-Pourçain-sur-Sioule.

### Tendances politiques et résultats
Les élections municipales de 2014 se sont déroulées au scrutin majoritaire ; les 15 sièges ont été pourvus au premier tour. Le taux de participation est de 68,88 % (447 votants sur 649 inscrits).
Aux élections européennes de 2014, la liste FN est arrivée en tête dans la commune et a recueilli 29,29 % des voix, suivie par les listes UMP (18,93 %) et UG (16,43 %). 46,43 % des électeurs ont voté (299 votants sur 643 inscrits).
Aux élections départementales de 2015, dans le canton de Saint-Pourçain-sur-Sioule, le binôme Catherine Corti - Bernard Coulon est élu au second tour avec 66,07 % des voix dans le canton, tendance suivie dans la commune (54,04 % des voix). Le taux de participation, de 52,19 % (322 votants sur 617 inscrits), est moindre que dans le canton (53,20 %).

### Administration municipale
La commune compte quinze membres au conseil municipal.
| Période                                  | Période                   | Identité          | Étiquette        | Qualité                                                                                      |
| ---------------------------------------- | ------------------------- | ----------------- | ---------------- | -------------------------------------------------------------------------------------------- |
| Les données manquantes sont à compléter. |                           |                   |                  |                                                                                              |
| 1904                                     | 1944                      | Marcel Régnier    |                  | Président du conseil général de l'Allier, député, sénateur                                   |
| avant 1951                               | 1956                      | Jean Redon        | Radical          | Ingénieur des Arts et Métiers                                                                |
| mai 1956                                 | mars 1983                 | Antonin Besson    | SFIO             | Magistrat retraité                                                                           |
| mars 1983                                | mars 2001                 | Jacques Brierre   | Le Parti Radical | Haut fonctionnaire, chargé de mission au Commissariat au Plan, inspecteur au Crédit National |
| mars 2001                                | mars 2008                 | Jean Mathé        | PCF              |                                                                                              |
| mars 2008                                | mars 2014                 | René Verron       |                  |                                                                                              |
| mars 2014                                | mai 2020                  | Jean-Pierre Blanc |                  | Retraité Conseiller communautaire                                                            |
| mai 2020                                 | En cours (au 5 juin 2020) | Patrick Séror     |                  |                                                                                              |

## Équipements et services publics

### Eau et déchets
L'assainissement collectif et individuel est assuré par la communauté d'agglomération Vichy Communauté.
La collecte des déchets est assurée par le SICTOM Sud Allier, contrairement aux communes de Vichy, Cusset et Bellerive-sur-Allier, où cette opération est gérée par la communauté d'agglomération. En 2014, le réseau de collecte s'étend sur 4,8 km en eaux usées, 0,6 km en unitaire et 5,1 km en eaux pluviales ; il existe quatre postes de refoulement télé-surveillés.
Billy possède une station d'épuration, au bourg, mise en service en 1995, avec une capacité de 600 équivalents habitants. Le traitement des eaux usées s'effectue par décantation-digestion et filtration sur sable.

### Enseignement

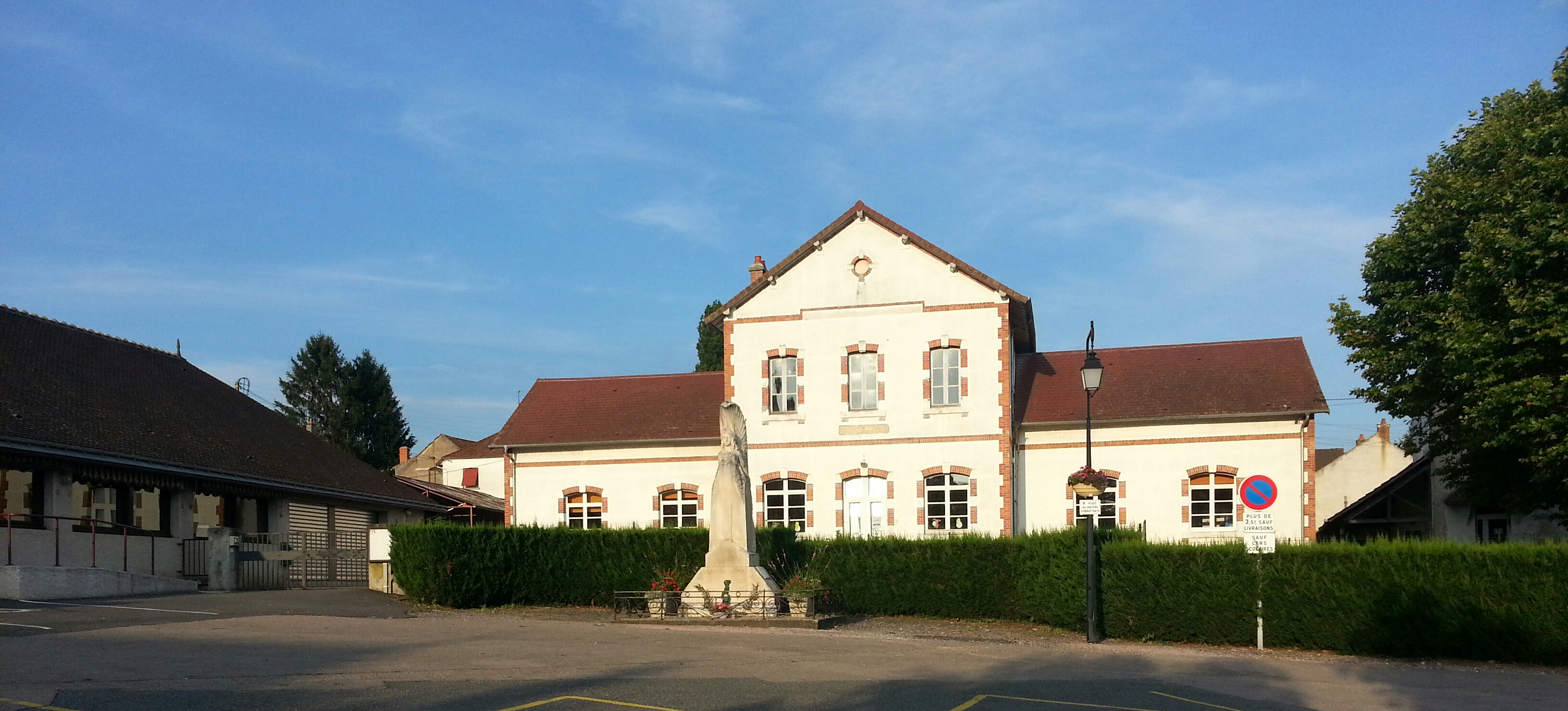
École de Billy.

Billy dépend de l'académie de Clermont-Ferrand. Elle gère une école élémentaire publique.
Les collégiens poursuivent, sauf dérogation, leur scolarité au collège de Saint-Germain-des-Fossés et les lycéens à Cusset, au lycée Albert-Londres.

### Santé
L'hôpital le plus proche, le centre hospitalier Jacques-Lacarin à Vichy, assure les urgences.

## Population et société

### Démographie
Les habitants de la commune sont appelés les Billyssois.

#### Évolution démographique
L'évolution du nombre d'habitants est connue à travers les recensements de la population effectués dans la commune depuis 1793. Pour les communes de moins de 10 000 habitants, une enquête de recensement portant sur toute la population est réalisée tous les cinq ans, les populations de référence des années intermédiaires étant quant à elles estimées par interpolation ou extrapolation. Pour la commune, le premier recensement exhaustif entrant dans le cadre du nouveau dispositif a été réalisé en 2006.

En 2022, la commune comptait 823 habitants, en évolution de +5,38 % par rapport à 2016 (Allier : −1,38 %, France hors Mayotte : +2,11 %).
| 1793  | 1800  | 1806  | 1821  | 1831 | 1836 | 1841  | 1846  | 1851  |
| ----- | ----- | ----- | ----- | ---- | ---- | ----- | ----- | ----- |
| 1 094 | 1 120 | 1 000 | 1 071 | 952  | 985  | 1 019 | 1 040 | 1 042 |

| 1856  | 1861 | 1866 | 1872  | 1876  | 1881 | 1886 | 1891 | 1896 |
| ----- | ---- | ---- | ----- | ----- | ---- | ---- | ---- | ---- |
| 1 070 | 994  | 992  | 1 013 | 1 000 | 982  | 972  | 938  | 929  |

| 1901 | 1906 | 1911 | 1921 | 1926 | 1931 | 1936 | 1946 | 1954 |
| ---- | ---- | ---- | ---- | ---- | ---- | ---- | ---- | ---- |
| 910  | 942  | 954  | 858  | 906  | 853  | 846  | 886  | 871  |

| 1962 | 1968  | 1975 | 1982 | 1990  | 1999 | 2006 | 2011 | 2016 |
| ---- | ----- | ---- | ---- | ----- | ---- | ---- | ---- | ---- |
| 820  | 1 084 | 912  | 921  | 1 007 | 929  | 852  | 835  | 781  |

| 2021 | 2022 | - | - | - | - | - | - | - |
| ---- | ---- | - | - | - | - | - | - | - |
| 810  | 823  | - | - | - | - | - | - | - |

#### Pyramide des âges
En 2021, le taux de personnes d'un âge inférieur à 30 ans s'élève à 27,5 %, soit en dessous de la moyenne départementale (29,0 %). À l'inverse, le taux de personnes d'âge supérieur à 60 ans est de 36,2 % la même année, alors qu'il est de 35,6 % au niveau départemental.
En 2021, la commune comptait 414 hommes pour 396 femmes, soit un taux de 51,11 % d'hommes, largement supérieur au taux départemental (47,97 %).
Les pyramides des âges de la commune et du département s'établissent comme suit :
| Hommes | Classe d’âge | Femmes |
| ------ | ------------ | ------ |
| 0,5    | 90 ou +      | 1,9    |
| 10,4   | 75-89 ans    | 8,9    |
| 25,8   | 60-74 ans    | 24,9   |
| 18,4   | 45-59 ans    | 18,9   |
| 16,7   | 30-44 ans    | 18,6   |
| 13,0   | 15-29 ans    | 9,5    |
| 15,2   | 0-14 ans     | 17,3   |

| Hommes | Classe d’âge | Femmes |
| ------ | ------------ | ------ |
| 1,2    | 90 ou +      | 3      |
| 10     | 75-89 ans    | 13,4   |
| 21,3   | 60-74 ans    | 22     |
| 20,6   | 45-59 ans    | 19,6   |
| 15,7   | 30-44 ans    | 15     |
| 15,6   | 15-29 ans    | 12,9   |
| 15,7   | 0-14 ans     | 14     |

## Économie

### Revenus de la population et fiscalité
En 2011, le revenu fiscal médian par ménage s'élevait à 28 673 €, ce qui plaçait Billy au 18 308e rang des communes de plus de 49 ménages en métropole.

### Emploi
En 2013, la population âgée de quinze à soixante-quatre ans s'élevait à 522 personnes, parmi lesquelles on comptait 74,3 % d'actifs dont 66,9 % ayant un emploi et 7,4 % de chômeurs.
On comptait 105 emplois dans la zone d'emploi. Le nombre d'actifs ayant un emploi résidant dans la zone étant de 352, l'indicateur de concentration d'emploi s'élève à 29,9 %, ce qui signifie que la commune offre moins d'un emploi par habitant actif.
311 des 352 personnes âgées de quinze ans ou plus (soit 88,3 %) sont des salariés. Seulement 16 % des actifs travaillent dans la commune de résidence.

### Entreprises
Au 1er janvier 2014, Billy comptait 25 entreprises : neuf dans la construction et seize dans le commerce, les transports et les services divers. Elle ne possède aucune entreprise dans les secteurs de l'industrie et de l'administration.
En outre, elle possède 29 établissements : dix dans la construction et dix-neuf dans le commerce.

### Commerce
La base permanente des équipements de 2015 recensait une boulangerie et une petite surface de bricolage.

### Tourisme
La commune possède un office de tourisme, l'un des trois présents dans la communauté d'agglomération.
Aucun hôtel, camping ou hébergement collectif n'existait dans la commune au 1er janvier 2016.

## Culture locale et patrimoine
La commune est labellisée « Petite Cité de Caractère » depuis le 18 décembre 2021.

### Lieux et monuments

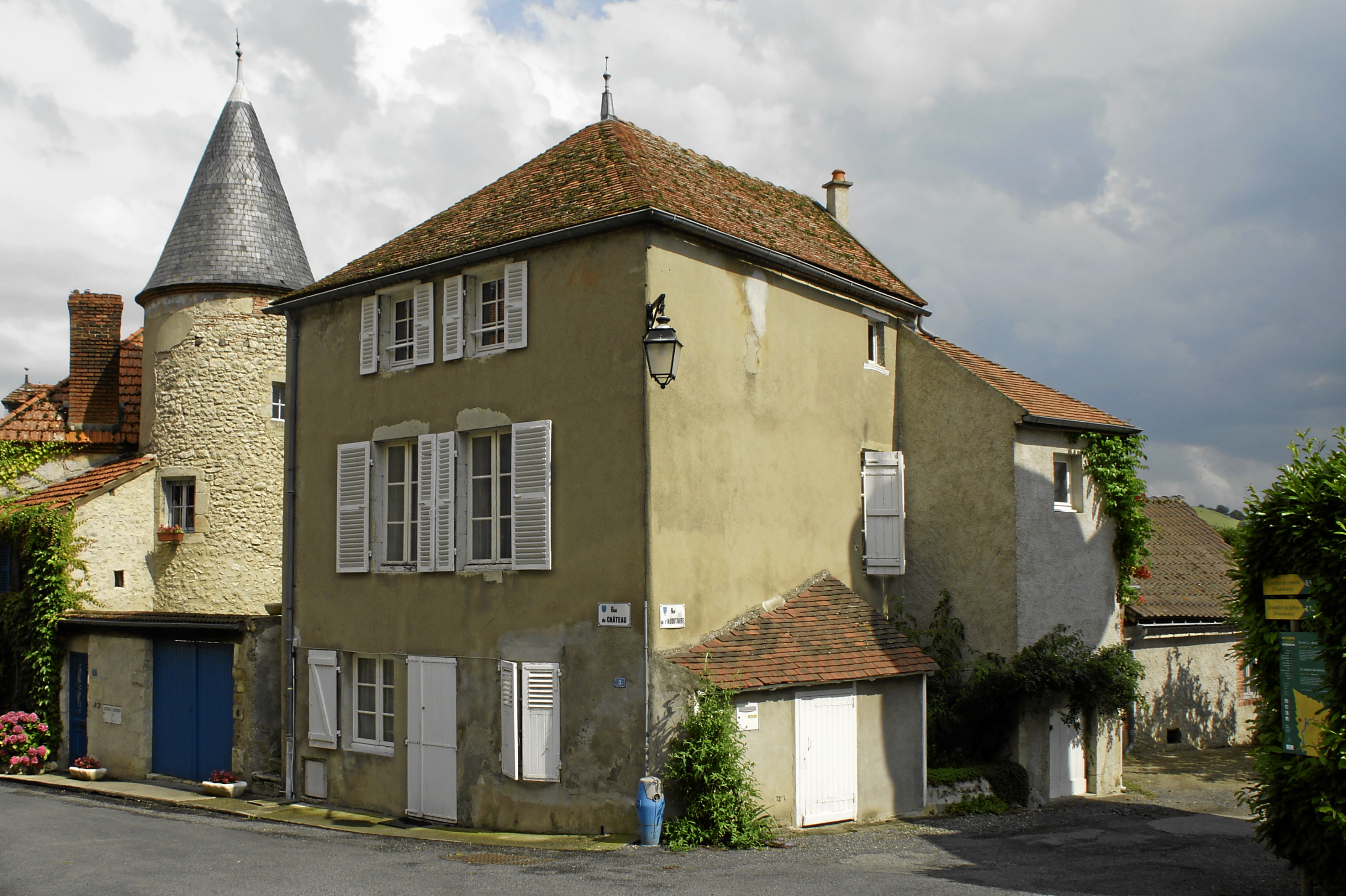
Vue d'une rue du village.

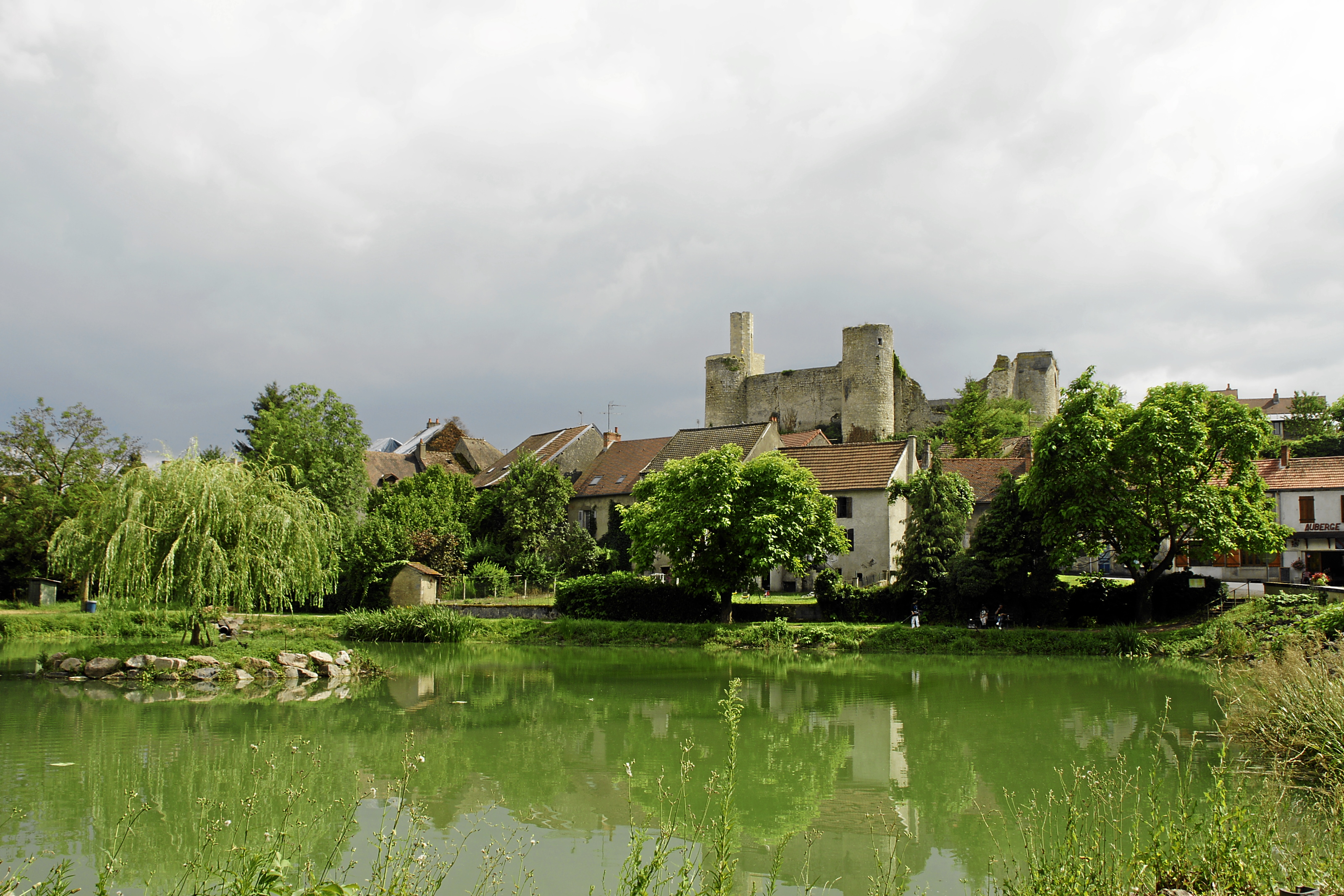
Le château de Billy.

Billy, qui était jadis parée d'une double enceinte fortifiée, possède quatre édifices classés ou inscrits aux monuments historiques :
- le château de Billy (XIIIe et XIVe siècles). L'enceinte est inscrite le 9 décembre 1929 ; les ruines sont classées par arrêté du 17 mai 1921[50] ;
- la porte de la ville[51] ;
- une maison, de 1566, propriété privée, où l'échauguette et la porte ont été inscrites aux monuments historiques le 9 décembre 1929[52] ;
- la maison dite du Marchand ; la salle, l'élévation, la toiture et le décor intérieur sont inscrits aux monuments historiques le 15 septembre 1962[53].

Autres bâtiments non classés ou inscrits :
- l'église Saint-Cyr-et-Sainte-Julitte (crypte XIe et XIIe siècles), entourée de l'ancien cimetière ; elle est située à l'écart du bourg, sur la route de Saint-Félix ;
- le village médiéval, notamment la rue Chabotin bordée de maisons du XVe siècle et la mairie, installée dans l'ancien corps de garde de l'enceinte extérieure.

### Personnalités liées à la commune
- Antonin Besson (1895-1985), haut magistrat, né et mort à Billy, maire de Billy.
- Antoine Jardet (1824-1878), maire de Vichy, mort à Billy.
- Marcel Régnier (1867-1958), maire de Billy, président du conseil général, député et sénateur de l'Allier.
- Raoul Sangla (1930-2021), réalisateur de télévision, est enterré dans le cimetière communal[54].

### Héraldique
|  | Les armes de la commune se blasonnent ainsi : D'azur au château d'argent, ouvert et ajouré de sable, accompagné de trois fleurs de lys d'or. |